# Николь, Пьер (богослов)
Пьер Николь (фр. Pierre Nicole; 1625—1695) — французский моралист и богослов.

## Биография
Занимаясь в Париже изучением богословия и древнееврейского языка, Николь сблизился с Пор-Роялем, стал там профессором и принимал деятельное участие во всех трудах Пор-Рояля — «Logique», «Grainmaire générale», «Méthode», a также в его религиозной полемике.
Друг и сотрудник Антуана Арно, Николь не обладал его непреклонным характером: слабый, робкий и сдержанный, он терялся в устных дебатах и лишь в тиши кабинета находил те доводы, которые делали его одним из лучших тогдашних полемистов. Преследования, которым подвергались янсенисты, его единомышленники, и страх перед иезуитами, которых раздражили его нападки, довели Николя, в 1658 г., до бегства в Германию; лишь благодаря увещаниям Арно он решился возвратиться.
Смерть покровительницы Николя, герцогини Лонгвиль, заставила его опять искать убежища вне Франции; он бежал в Нидерланды и, только получив, по ходатайству архиепископа парижского, разрешение возвратиться на родину, поселился в Шартре, затем в Париже, где всецело погрузился в свой любимый и главный труд: «Essais de morale» — собрание небольших рассуждений о вопросах этики и религии.
Полемика по-прежнему привлекала Николя, но, изменив свои воззрения, он обращался, по преимуществу, против протестантов. От янсенистов он отрекся совершенно; произведения, написанные им в последний период его жизни, рассорили его с прежними друзьями по Пор-Роялю.
Произведения Николя, очень популярные в своё время, позже были почти забыты, кроме небольшого рассуждения: «Des moyens de conserver la paix avec les hommes» (из «Essais de morale»), которое перепечатывалось много раз, и «Логики Пор-Рояля», написанной в соавторстве с А. Арно.

## Сочинения
Выходившие, большей частью, под псевдонимами Barthélémy, Guill, Wendrock и др.):
- «Essais de morale et instructions théologiques» (1671 и сл.),
- «La Perp étuité de la foi de l’Eglise catholique touchant l’Eucharistie» (1664),
- «Les Imaginaires et les Visionnaires» (Льеж, 1667; довольно бесцветное подражание Паскалю),
- «Préjugés contre les calvinistes» (1671),
- «Institution d’un prince» (1671),
- «De l’unite de l’Eglise» (1687),
- «Explication des erreurs des quié listes». Собрание соч. Н. издали Jourdain (1844) и Silvestre de-Sacy («Choix de petits traités de morale de N.», 1857).
- Арно А., Николь П. Логика, или Искусство мыслить = La logique ou L'art de penser. — Москва, 1991. — 413 с.